# Bertran d'Alamanon
Bertran d'Alamanon (fl....1229-1226...) fou un cavaller i trobador occità.

## Vida
Es conserva una brevíssima vida de Bertran d'Alamanon, que ens indica que era de Provença, fill de Pons de Brugueiras. I que fou un cavaller cortès i que compongué bones cobles i sirventesos. Era originari d'Alamanon, localitat provençal. Es conserven nombrosos documents d'arxiu que indiquen que era efectivament cavaller, com diu la vida, i que formava part de l'entorn de Ramon Berenguer IV de Provença entre 1229 i 1245. Bertran apareix signant com a testimoni en documents del comte i també fou enviat com a ambaixador a Jaume I i al rei d'Aragó. Després de la mort del comte, estigué en l'entorn de Carles d'Anjou també al comtat de Provença. A partir de 1226 no se'n troben més rastres.
La majoria de les composicions que es conserven d'ell són sirventesos de tipus polític; en ells, també critica a vegades el comte de Provença, tot i formar part del seu entorn. Curiosament, els seus contemporanis (Granet, Guigó de Cabanes, Blacasset, Sordel) el titllen de covard; a aquesta idea hi contribueix ell mateix en una cobla, irònica, on diu que li fa por fer guàrdia i es queixa del pes de l'arnès i del poc reconeixement que obtindrà del seu senyor per fer guàrdia (76,10 L'escurgazha[r] a me fa tan gran feresa).

## Obra
- (76,1)[1] Amicx Guigo, be·m asaut de ton sen (sirventès, en resposta a un altre sirventès de Guigó de Cabanes)
- (76,2	= 437,10)  Bertrans, lo joy de dompnas e d'amia (partiment amb Sordel)
- (76,4) De l'arciuesque mi sa bon (sirventès)
- (76,5) De la ssal de Proenza·m doill (sirventès)
- (76,6	= 189,2)  De vos mi rancur, compaire (tensó, amb Granet)
- (76,7	= 437,11) Doas domnas aman dos cavalliers (partiment amb Sordel)
- (76,8) D'un sirventes mi ven gran voluntatç (sirventès)
- (76,9) Ja de chantar nulh temps no serai mutz (sirventès)
- (76,10) L'escurgazha[r] a me fa tan gran feresa (cobla, o sirventès fragmentari)
- (76,11) Lo segle m'es camiatz (sirventès)
- (76,12) Mout m'es greu d'En Sordel, car l'es faillitz sos senz (planh, per Blacatz)
- (76,13) Nuls hom non deu eser meraveilaz (cançó)
- (76,14 = 189,5) Pos anc no·us valc amors, senh' en Bertran (tensó amb Granet)
- (76,15) Pueis chanson far no m'agensa (sirventès)
- (76,16) Qi qe s'esmai ni·s desconort (sirventès)
- (76,17) Seigner coms, eu·s prec que·m diiatz (intercanvi de coblas amb el comte de Provença)
- (76,18) Segnor, lo rey s'alegra en ton divin secors
- (76,19) S'ieu agues uirat l'escut (cançó)
- (76,20) Tut nos cuzauam ses faillia (sirventès)
- (76,21) Una chanzon demeia ai talan (cançó)
- (76,22) Un sirventes farai ses alegratge (sirventès)
- (76,23) Us cavaliers si iazia (alba)
- (76,24 = 197,3) Vist ai, Bertran, pois no·us viron mei olhs (tensó amb Guigó de Cabanes)

### Edicions
- Jean-Jacques Salverda de Garve, Le troubadour Bertran d'Alamanon, Tolosa, Privat, 1902 (Bibliothèque Méridionale VII) (ressenya d'Antoine Thomas, Annales du Midi XV)

### Repertoris
- Alfred Pillet / Henry Carstens, Bibliographie der Troubadours von Dr. Alfred Pillet […] ergänzt, weitergeführt und herausgegeben von Dr. Henry Carstens. Halle : Niemeyer, 1933 [Bertran d'Alamanon és el número PC 76]
- Guido Favati (editor), Le biografie trovadoriche, testi provenzali dei secc. XIII e XIV, Bologna, Palmaverde, 1961, pàg. 343
- Martí de Riquer, Vidas y retratos de trovadores. Textos y miniaturas del siglo XIII, Barcelona, Círculo de Lectores, 1995 p. 281-282 [Reproducció de la vida, amb traducció a l'espanyol, i miniatura del cançoner A]